# 4411 Kochibunkyo
4411 Kochibunkyo este un asteroid din centura principală, descoperit pe 3 ianuarie 1990, de Tsutomu Seki.